# مؤتمر الأمم المتحدة للتغير المناخي 2014

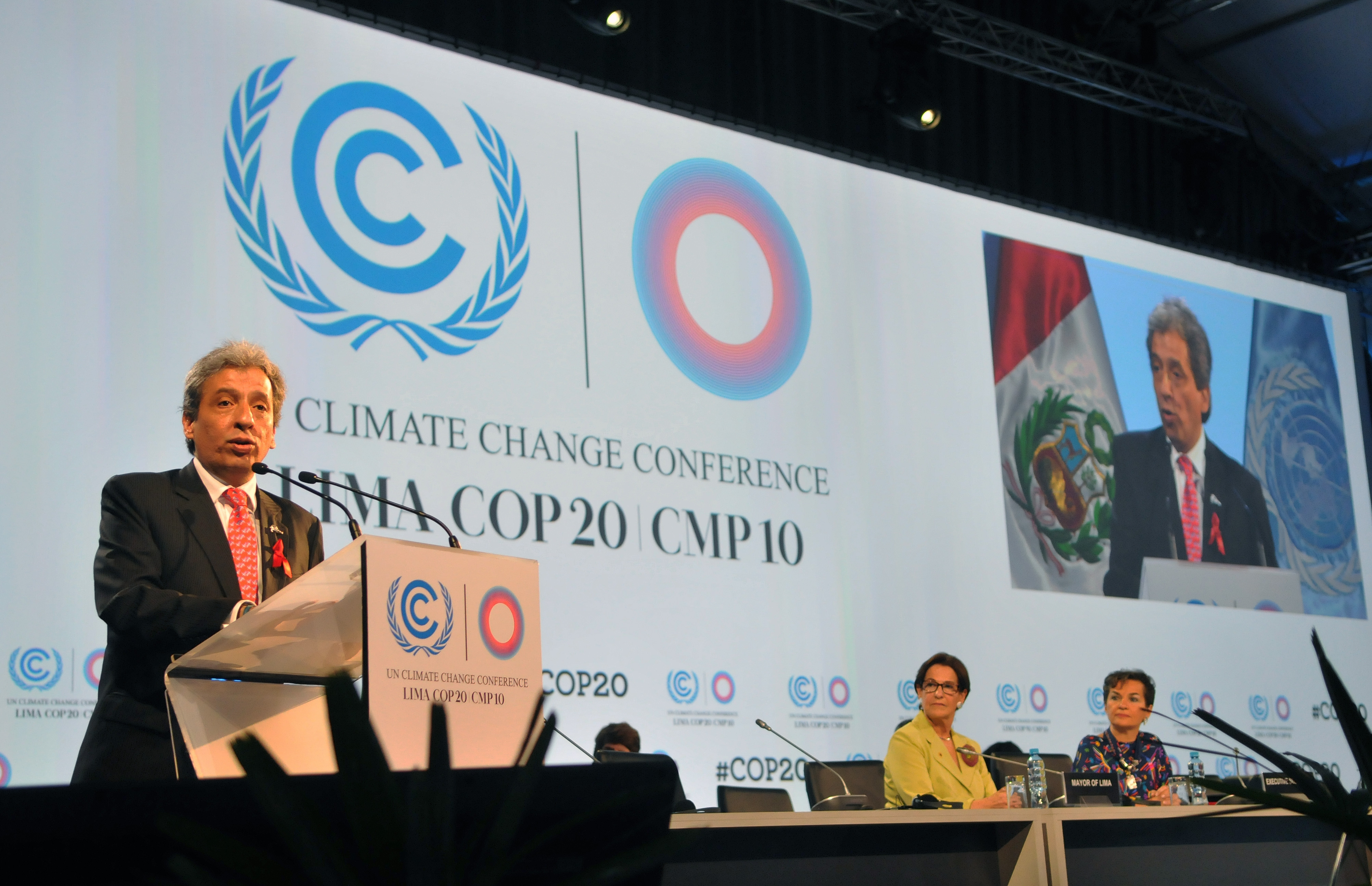

مؤتمر الامم المتحدة للتغير المناخي و2014 العشرين cop والعاشر cmp والتي عقدت في ليما بيرو با الفترة من 1-12 ديسمبر 2014 والتي تناقش وتتابع تنفيذ اتفاقية الأمم المتحدة المبدئية بشأن التغير المناخي (UNFCCC)

## الخلفية
هذا المؤتمر دوري

## روابط خارجية
- COP20 website
- People's Summit COP20